# Aidis Kruopis
Aidis Kruopis é um ciclista lituano nascido a 26 de outubro de 1986 que foi profissional entre 2007 e 2018.
Tem corrido para várias equipas de ciclismo amador e profissionais. Em 2011 assinou pela equipa Landbouwkrediet estreiando na categoria Profissional Continental. Mais adiante na primeira temporada em dita categoria ganha quatro vitórias na Bélgica, isto lhe permitiu alinhar por uma equipa australiana de categoria UCI Pro Team a Orica GreenEDGE durante 3 temporadas.
Em 2015 regressa a uma equipa Continental a An Post-ChainReaction, para depois na temporada de 2016 correr a equipa Vérandas Willems-Crelan onde correu até ao seu desaparecimento em 2018.

## Palmarés
2010
- Dwars door de Antwerpse Kempen
- Schaal Sels
- 3º no Campeonato da Lituânia em Estrada
- Flecha de Heist

2011
- Omloop van het Waasland
- Grande Prêmio do 1º de Maio
- 1 etapa da Volta à Bélgica
- Schaal Sels
- 3º no Campeonato da Lituânia em Estrada

2012
- 1 etapa da Volta à Noruega
- 3º no Campeonato da Lituânia em Estrada
- 1 etapa da Volta à Polónia
- 2 etapas do Tour de Poitou-Charentes

2013
- 1 etapa do Volta à Turquia

2015
- 2 etapas do An Post Rás
- Campeonato da Lituânia em Estrada
- Antwerpse Havenpijl

2016
- Dorpenomloop Rucphen
- Tour de Overijssel
- Paris-Arrás Tour, mais 2 etapas
- Gooikse Pijl